# National Renaissance Party
Le National Renaissance Party (NRP) est le premier groupe néonazi d'après-guerre aux États-Unis, fondé en janvier 1949 par Kurt Mertig.
Issu de la fusion de plusieurs organisations d'extrême droite, il est successivement dirigé par Kurt Mertig, William Henry MacFarland, puis James Madole, avec Frederick C. F. Weiss comme dirigeant de l'ombre.
Le NRP se distingue des autres mouvements néonazis américains par son soutien à l'URSS et aux régimes révolutionnaires du tiers monde. Ses membres, reconnaissables à leurs uniformes de la Sturmabteilung, manifestent régulièrement dans le quartier de Yorkville à Manhattan.
Dans les années 1970, suivant la mort de Weiss, le parti passe sous la seule direction de Madole, et il évolue vers une doctrine mêlant racisme et théosophie. Il cesse ses activités en 1980, peu après la mort de Madole.

## Histoire

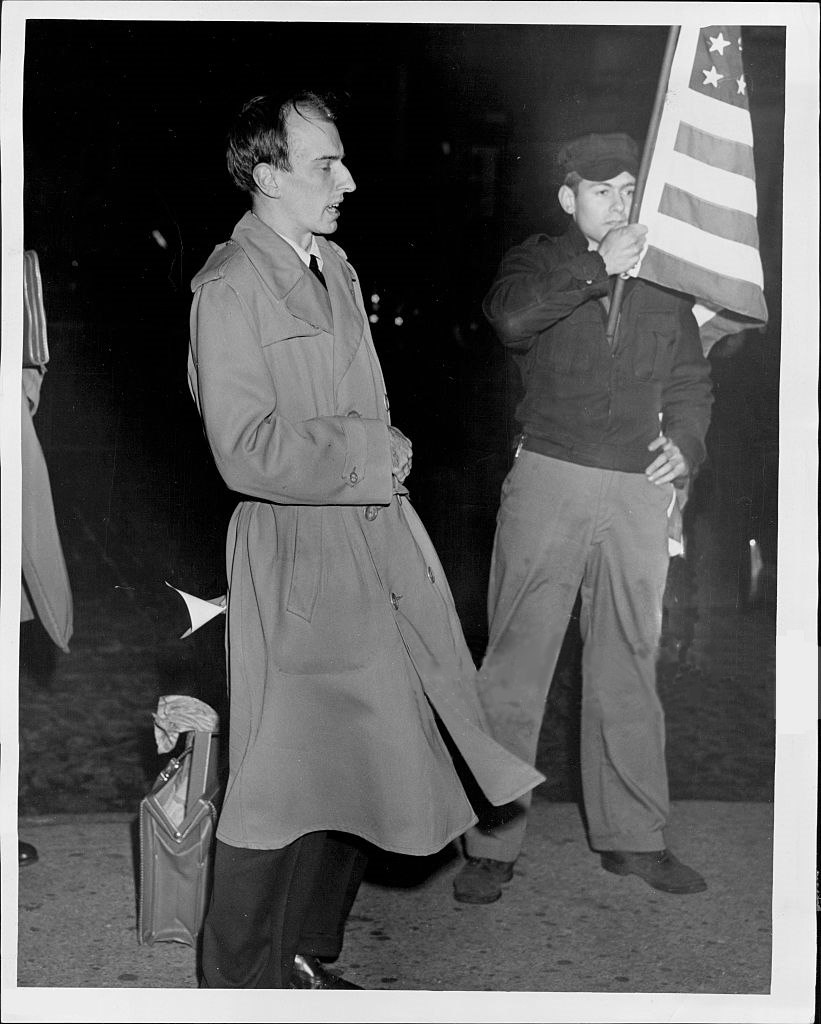
James Madole, dirigeant du NRP entre 1950 et 1979.

Le National Renaissance Party (NRP) est le premier groupe néonazi d'après-guerre aux États-Unis, fondé en janvier 1949 à la suite de la fusion de deux organisations fondées par Kurt Mertig, un cadre germano-américain de la Hamburg America Line, en 1936 — la German-American Republican League et la Citizens Protective League — avec la Nationalist Action League de Philadelphie dirigée par William Henry MacFarland. L'organisation est initialement présidée par Mertig avant de passer sous la direction de MacFarland puis de James Madole en 1950,.
Selon un rapport de la Commission des activités antiaméricaines de la Chambre des représentants (House Un-American Activities Commitee, HUAC), son véritable dirigeant est alors Frederick C. F. Weiss, un ancien capitaine d'artillerie allemand de la Première Guerre mondiale, qui joue un rôle important dans le financement et la création du parti,. Il se sert de l'organisation afin de diffuser ses écrits.
Le groupe attire principalement d'anciens partisans du père Charles Coughlin et d'ex-membres du Bund germano-américain. Il aurait compté entre 50 et 700 membres selon différentes estimations : le rapport de l'HUAC de 1954 évoque 200 à 700 personnes, tandis que Gordon Hall, un observateur contemporain du mouvement, avance un chiffre plus modeste de 50 membres.
Le NRP tire son nom du testament politique d'Adolf Hitler qui évoque une « renaissance » du mouvement national-socialiste,.
Ses membres, habillés en uniformes de la Sturmabteilung, manifestent régulièrement dans le quartier de Yorkville à Manhattan, distribuant des tracts antisémites et provoquant des altercations,. Le NRP dispose d'une milice paramilitaire, le Security Echelon.
Durant les années 1950, le NRP sert de relais dans le réseau fasciste international d'après-guerre, notamment via des publications et des contacts avec des groupes racistes aux États-Unis et à l'étranger, comme la Wiking-Jugend ou Francis Parker Yockey.
Il compte parmi ses membres Daniel Burros, qui est nommé chef du Security Echelon. Burros quitte finalement l'organisation à la suite de désaccords idéologiques avec Madole, notamment concernant la Chine communiste que ce dernier admire. Après le suicide de Burros à la suite de la révélation de son origine juive, Madole défend Burros comme un authentique national-socialiste.
En novembre 1953, une controverse éclate au sein du parti autour de Mana Truhill, l'un de ses membres qui se révèle être un agent double communiste ayant étudié à la Jefferson School of Social Science (en), après que l'Anti-Defamation League a révélé que Truhill leur avait proposé de vendre des informations sur l'extrême droite. Bien que James Madole le défende initialement contre ces accusations, Madole est finalement contraint de l'exclure du mouvement face à l'opposition des autres membres. Truhill maintient néanmoins des liens avec Frederick Weiss.
Durant les années 1970, après la mort de Weiss, Madole dirige le NRP de manière effective. Il lui fait prendre une orientation ésotérique,. Il le dirige jusqu'à sa mort en 1979. Après sa mort, le parti tente de survivre sous la direction d'Andrej Lisanik mais cesse ses activités en 1980.

## Idéologie
Le NRP est d'idéologie néonazie et s'aligne initialement sur l'idéologie nazie traditionnelle, prônant l'abolition du Congrès au profit d'une élite dirigeante et la déportation des minorités.
Au début des années 1950, sous l'influence de Francis Parker Yockey et Frederick Charles Weiss, le NRP adopte un positionnement troisième voie rejetant à la fois le capitalisme et le communisme, tout en étant pro-soviétique. James Madole, le dirigeant du parti, est convaincu par l'analyse de Yockey selon laquelle le stalinisme représente une forme de national-bolchévisme compatible avec le nationalisme,. Le parti diffuse une propagande favorable à l'URSS et au régime de Fidel Castro.
En décembre 1952, le NRP publie un article anonyme intitulé « What Is Behind the Hanging of the Eleven Jews in Prague? » (« Qu'est-ce qui se cache derrière la pendaison des onze Juifs de Prague ? ») qui est largement diffusé dans les milieux d'extrême droite en Europe, au Moyen-Orient et aux Amériques. L'article est rédigé par Francis Parker Yockey. Il y interprète les procès de Prague comme un tournant historique marquant une rupture entre l'URSS et la prétendue « juiverie internationale », et appelle l'élite fasciste européenne à se rapprocher de l'URSS contre ce qu'il décrit comme une influence américaine sur une Europe occidentale prétendument dominée par les Juifs.
Le NRP apporte également son soutien aux régimes révolutionnaires du tiers monde, notamment celui de Gamal Abdel Nasser en Égypte.
Son programme politique, publié en 1953 dans le National Renaissance Bulletin, présente une idéologie paradoxale, oscillant entre un nationalisme racial appelant à des alliances internationales et un nativisme américain prônant l'isolationnisme économique.
Au début des années 1970, après la mort de Fred Weiss, l'orientation idéologique du NRP évolue. Sous la direction de James Madole, parti développe une doctrine mêlant racisme et théosophie. Le bulletin du NRP se concentre alors sur des théories occultes, publiant la série d'articles « The New Atlantis: A Blueprint for an Aryan 'Garden of Eden' in North America » (« La Nouvelle Atlantide : Un plan pour un « jardin d'Éden » aryen en Amérique du Nord ») à partir de 1974, qui rend hommage à Helena Blavatsky pour avoir selon Madole transmis « la Sagesse Secrète de la Race Aryenne du Tibet à l'Europe et à l'Amérique du Nord ». Cette série d'article prône un système de castes inspiré par les Lois de Manu, fondé sur une hiérarchie raciale au sommet de laquelle se trouverait la « race aryenne »,.

## Affiliations

### Avec d'autres groupes d'extrême droite
Au début des années 1950, le NRP entretient des liens avec NATINFORM, une organisation d'extrême droite européenne. Cette collaboration se manifeste à travers les échanges entre H. Keith Thompson (en) et Frederick C. F. Weiss du NRP et le responsable britannique de NATINFORM Peter Huxley-Blythe, ainsi que la diffusion par le NRP de la propagande de la branche allemande de NATINFORM contre le chef de l'Office fédéral de protection de la constitution Otto John (de) au sein de l'extrême droite américaine.
Le NRP tente aussi de créer des alliances avec d'autres groupes d'extrême droite comme Common Sense, la Continental League for Christian Freedom ou les New Confederates.
Le National Renaissance Party entretient des liens étroits avec la publication Truth Seeker, dirigée par Charles Lee Smith. Le bureau de Smith à Manhattan sert de lieu de rassemblement pour les sympathisants du NRP, et l'un de ses membres, Frederich H. Polzin, occupe le poste de secrétaire du journal. Truth Seeker imprime les tracts de propagande du NRP.
À la fin des années 1950, le National Renaissance Party développe une alliance avec le National States' Rights Party (NSRP). Le dirigeant du NSRP, Edward Fields, est initialement méfiant envers le NRP en raison de sa découverte de propagande communiste dans l'appartement du membre du NRP Mana Truhill. Cependant, suivant l'exclusion de Truhill, il se rapproche de James Madole et le NRP organise une conférence du NSRP à New York en 1959.
Durant les années 1960, le finlandais Pekka Siitoin est en contact régulier avec le NRP. Il développe une idéologie similaire mêlant nazisme et occultisme sataniste.

### Avec l'URSS et des groupes communistes
Frederick C. F. Weiss entretient des contacts avec le Parti communiste des États-Unis d'Amérique et des diplomates soviétiques, notamment via H. Keith Thompson (en) qui sert d'intermédiaire avec l'ambassadeur Valerian Zorine.
James Madole rencontre régulièrement Nikolai Bourov, un attaché de presse soviétique.

### Avec l'Égypte de Gamal Abdel Nasser
Le parti distribue régulièrement des pamphlets du ministère égyptien de l'Information, comme L'Histoire de l'espionnage sioniste en Égypte et Philosophie de la révolution de Nasser. Cette connexion entre Le Caire et New York implique notamment H. Keith Thompson (en), qui facilite les contacts avec l'ancien nazi Johann von Leers, devenu responsable de la propagande anti-israélienne pour le gouvernement égyptien, et aurait également permis à Francis Parker Yockey de travailler comme propagandiste freelance pour la cause arabe entre 1953 et 1958.

### Avec des groupes nationalistes noirs
Le Nationalist Party, branche politique de l'African Universal Church de l'archevêque Clarence C. Addison, organise des réunions communes avec le NRP dans son siège du Bronx, les participants blancs et noirs étant séparés dans des allées distinctes.
Le NRP collabore également avec le United Nationalist Africa Movement de James Lawson, partageant avec le NRP une vision favorable à la ségrégation raciale et à Gamal Abdel Nasser.

### Avec l'Église de Satan
Après la mort de Frederick C. F. Weiss à la fin des années 1960, Madole se rapproche de l'Église de Satan d'Anton LaVey,. Il entretient une correspondance avec LaVey, qui, tout en considérant Madole comme « un homme sympathique qui fait ce qu'il a à faire », décrit le NRP comme étant « composé en grande partie de types acnéiques et bucoliques transplantés à New York ». LaVey voit cependant en Madole un allié potentiel dont les convictions idéologiques pourraient être facilement réorientées vers les objectifs de son église, considérant que les idéaux racistes des militants du NRP « sont portés sur leurs manches et, je crois, sont aussi amovibles que leurs brassards [...] [Leurs schémas de croyance sont simples et nous] avons affaire à des niveaux d'intelligence pour lesquels les idéaux et l'imagerie sont facilement interchangeables ».

## Critiques
Le National Renaissance Party est critiqué par George Lincoln Rockwell, fondateur du Parti nazi américain (American Nazi Party, ANP) dans les années 1960. Rockwell, farouchement anticommuniste, accuse le NRP d'être tombé dans un « piège juif » en soutenant l'idée d'un antisémitisme soviétique et reproche à son dirigeant James Madole de présenter Fidel Castro comme un « grand patriote » et les communistes chinois comme de véritables nationalistes. Cette divergence idéologique concernant l'URSS conduit Rockwell à refuser tout contact entre l'ANP et les partisans de Madole.